# Lõi ngoài (Trái Đất)

Mặt cắt của Trái Đất từ lõi tới tầng ngoài (quyển ngoài) của khí quyển.
1. Crust-Lớp vỏ (địa chất)
2. Upper Mantle-Quyển Manti trên
3. Mantle-Quyển Manti dưới
4. Outer core-Lõi ngoài
5. Inner core-Lõi trong

Lõi ngoài của Trái Đất là một lớp vật chất ở dạng lỏng, bao gồm sắt và niken cùng một lượng nhỏ lưu huỳnh và oxy (khoảng 10%), nằm phía trên lõi trong ở dạng rắn.

## Mô tả
Nó nằm ở độ sâu khoảng 2.890 km (1.796 dặm Anh) phía dưới bề mặt Trái Đất và dày khoảng 2.260 km (1.405 dặm Anh). Nhiệt độ của lõi ngoài Trái Đất nằm trong khoảng từ 4.400 °C ở phần trên tới 6.000 °C ở phần dưới. Lớp chất lỏng và nóng bao gồm sắt và niken này của lớp lõi ngoài có tính dẫn điện, kết hợp với sự tự quay của Trái Đất, sinh ra hiệu ứng dinamo, duy trì các dòng điện và như thế được coi là gây ra ảnh hưởng tới từ trường của Trái Đất. Nó chiếm khoảng 30,8% khối lượng Trái Đất.
Một số nhà khoa học từ Đại học California, Santa Cruz cho rằng tồn tại một lớp mỏng, dày khoảng 150 m (500 ft) giữa lớp phủ rắn và lớp lõi ngoài lỏng. Bên trong nó là lõi trong ở dạng rắn.